# Hans Werbik
Hans Werbik (* 27. Februar 1941 in Hollabrunn; † 20. Dezember 2021 in Großgeschaidt) war ein aus Österreich stammender Psychologe.

## Leben
Hans Werbik, Sohn des Architekten Viktor Franz Werbik (1905–1994) und der Lyrikerin Adolfine Werbik-Seiberl (1912–1989), studierte von 1959 bis 1963 Psychologie, Philosophie und Musikwissenschaft an der Universität Wien und wurde 1963 zum Dr. phil. promoviert. Anschließend arbeitete er als Wissenschaftlicher Assistent am Psychologischen Institut der Universität in Tübingen, wo er sich 1969 mit einer Arbeit zum Thema Informationsgehalt und emotionale Wirkung von Musik habilitierte. Er wechselte 1970 als Wissenschaftlicher Rat an das Institut für Psychologie der Universität Erlangen-Nürnberg, wo er 1973 zum ordentlichen Professor berufen wurde und bis zu seiner Emeritierung 2006 Inhaber des Lehrstuhls II des Instituts für Psychologie war.
In den 1970er Jahren beschäftigte sich Werbik vor allem mit Aggressionsforschung, später mit Handlungstheorien und – in Auseinandersetzung vor allem mit dem Erlanger Konstruktivismus – mit den wissenschaftstheoretischen Grundlagen der Psychologie.

## Publikationen
Bücher
- (1974) Theorie der Gewalt. München: Fink (UTB 168).
- (1978) Handlungstheorien. Stuttgart: Kohlhammer.
- (1997) mit Jürgen Straub und Wilhelm Kempf: Psychologie – Eine Einführung. Grundlagen, Methoden, Perspektiven. München: dtv.
- (1999) mit Jürgen Straub: Handlungstheorie. Begriff und Erklärung des Handelns im interdisziplinären Diskurs. Frankfurt a. M.: Campus.
- (2000) mit Jürgen Straub und Alexander Kochinka: Psychologie in der Praxis. Anwendungs- und Berufsfelder einer modernen Wissenschaft. München: dtv.
- (2012) mit H.J. Kaiser: Handlungspsychologie. Eine Einführung. Göttingen: Vandenhoeck & Ruprecht (UTB 3741).
- (2014) mit J. Kertscher: Handeln – sind wir Menschen rational? Göttingen: Vandenhoeck & Ruprecht.
- (2016) mit G. Benetka: Kritik der Neuropsychologie: Eine Streitschrift. Gießen: Psychosozial.
- (2018) mit S. Straßmaier: Aggression und Gewalt: Theorien, Analysen und Befunde. Berlin/Boston: de Gruyter.

Einzelpublikationen (Auswahl)
- (1977) mit Peter Toebe[4], Jochen Harnatt und Oswald Schwemmer: Beiträge der konstruktiven Philosophie zur Klärung der begrifflichen und methodischen Grundlagen der Psychologie. In: Klaus A. Schneewind (Hrsg.): Wissenschaftstheoretische Grundlagen in der Psychologie. München: Reinhardt. (UTB 659) S. 93–115.
- (1991) Wahlfreiheit und Naturkausalität. In: Zeitschrift für Sozialpsychologie 22, 1991
- (2001) mit Dirk Hartmann: Über Reichweite und Grenzen einer naturwissenschaftlichen Psychologie. In: Handlung, Kultur, Interpretation, 10: S. 158–179